# فيكتور غوستاف روبن
فيكتور غوستاف روبن (بالفرنسية: Victor Gustave Robin)‏ هو رياضياتي فرنسي، ولد في 20 أبريل 1855 في الدائرة الرابعة في باريس في فرنسا، وتوفي في 1897.